# Clément Durandal
Pas d'image ? Cliquez ici

a Compétitions nationales et continentales officielles uniquement.

Clément Durandal, né le 14 février 1989, est un joueur français de rugby à XIII évoluant au poste de pilier. Formé à Avignon, il reste fidèle à ce club toute sa carrière remportant avec elle la Coupe de France en 2013 et le Championnat de France en 2018.

## Palmarès
- Collectif :
  - Vainqueur du Championnat de France : 2018 (Avignon).
  - Vainqueur de la Coupe de France : 2013 (Avignon).